# Economia dell'Abruzzo
     Regioni meno sviluppate (PIL pro capite < 75 % media UE)
     Regioni di transizione (PIL pro capite 75÷90 % media UE)
     Regioni più sviluppate (PIL pro capite > 90 % media UE)

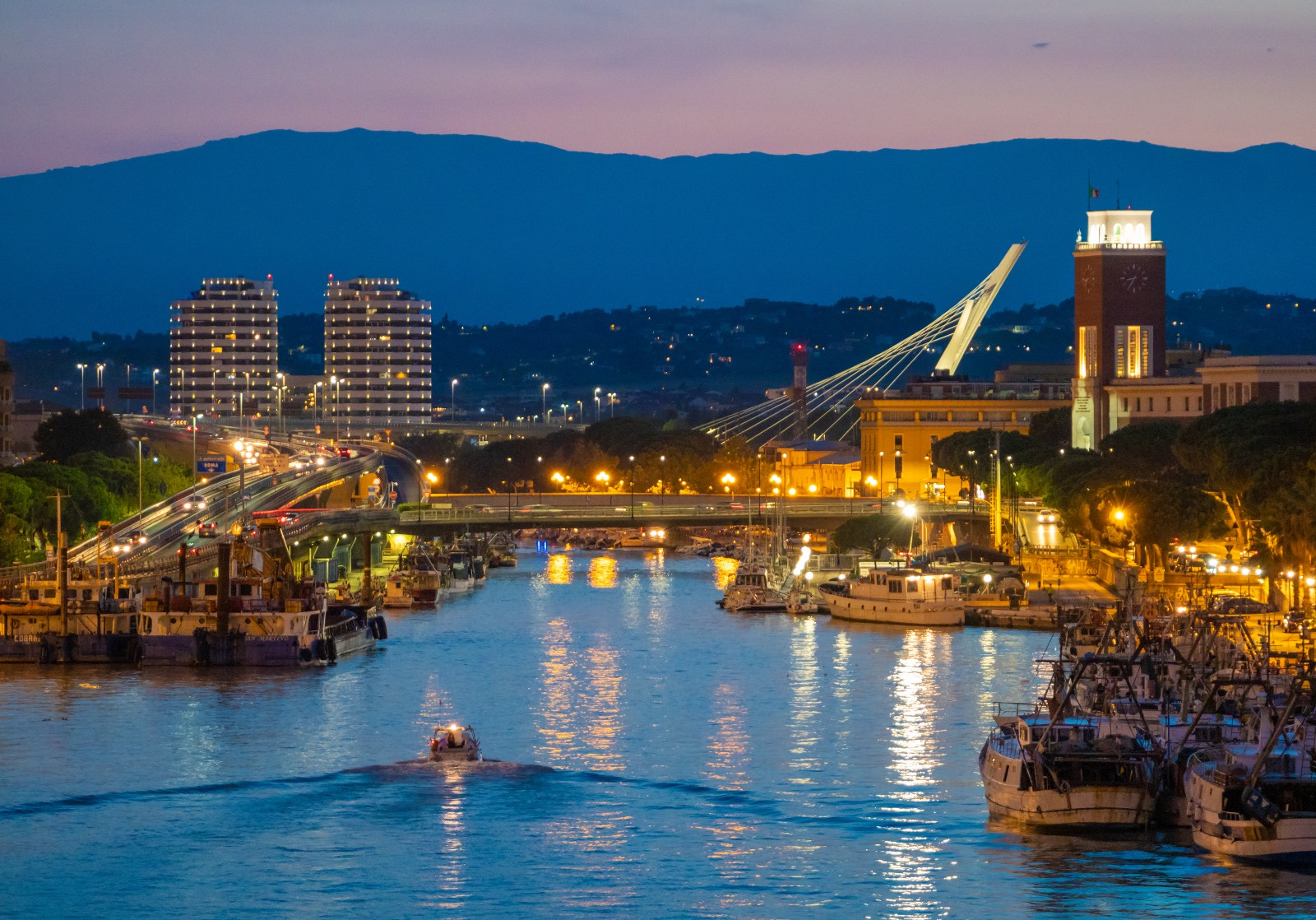
Pescara è la principale città economica e commerciale d'Abruzzo

Fondo europeo di sviluppo regionale 2021-2027
Regioni meno sviluppate (PIL pro capite < 75 % media UE)
Regioni di transizione (PIL pro capite 75÷90 % media UE)
Regioni più sviluppate (PIL pro capite > 90 % media UE)

L'Abruzzo è riuscito nel corso degli anni a diventare la regione del meridione d'Italia più industrializzata e ha avuto notevoli miglioramenti e crescita anche a livello economico; la regione ha raggiunto e scavalcato molte regioni italiane nella specializzazione dei diversi comparti industriali ed al 2021 risultava la più ricca al livello procapite delle regioni del Meridione d'Italia subito dopo la Basilicata; inoltre, dopo il Trentino-Alto Adige, è la regione italiana con la più alta percentuale di investimenti fissi lordi sul PIL.

## Caratteristiche generali

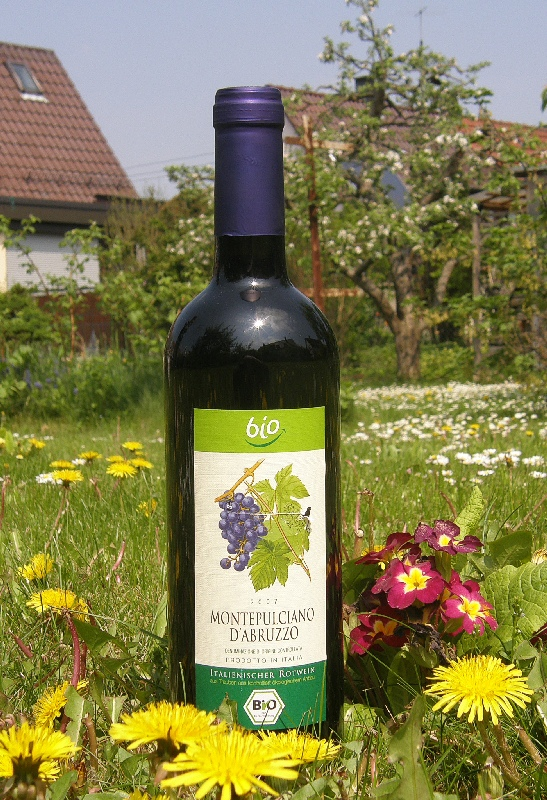
Uno dei prodotti abruzzesi più conosciuti ed esportati nel mondo: Il vino Montepulciano d'Abruzzo

L'Abruzzo a partire dagli anni 1950 ha sviluppato processi di innovazione che hanno attirato grandi aziende e multinazionali, le quali si sono stabilite nella regione creando un volano per l'economia regionale trasformando quasi radicalmente l'economia abruzzese e la struttura produttiva, che se prima poggiava principalmente sul settore primario dell'agricoltura, dell'allevamento e della pesca, oggi è quasi completamente sorretta dall'industria, dal settore terziario, dei servizi e infine del turismo.
L'economia abruzzese ha avuto forti trasformazioni dal 1950, anno in cui è cominciato un grande progresso economico e sociale, con conseguente aumento progressivo del PIL; nel 1951 il reddito pro capite è stato del 53%; nel 1971 del 65%, mentre nel 1994 si è attestato al 76%; nel 2006 è arrivato all'84,4 dando all'Abruzzo il più alto PIL pro capite del Sud Italia, che ha superato il tasso di crescita di ogni altra regione d'Italia; a dare un forte impulso all'economia regionale, hanno contribuito inoltre la costruzione delle autostrade principali della regione Roma-Teramo (Autostrada A24) e Roma-Avezzano-Chieti (Autostrada A25) che hanno aperto la regione a nuovi investimenti, e molte aziende e multinazionali hanno stabilito le loro industrie in varie località della regione.
Secondo Eurostat nel 2009 l'Abruzzo aveva un reddito pro capite a parità di potere di acquisto pari all'84,0% della media dell'Unione europea, il più alto reddito tra le regioni del Sud Italia; le regioni italiane più povere erano la Sicilia e la Calabria con il 68%, le più ricche erano la Provincia Autonoma di Bolzano con il 148% e Valle d'Aosta e Lombardia con il 133%.
Per ciò che riguarda l'occupazione a fine 2020 i lavoratori abruzzesi occupati erano stimati in 520.900 unità. A fine 2020 il tasso di disoccupazione era all'9,3%, percentuale minore però tra le regioni del Meridione d'Italia.
La serie storica dal 2000 al 2008, mostra l'andamento del reddito delle regioni meridionali e insulari.
|            | 2000     | % della media naz. | 2001     | 2002     | 2003     | 2004     | 2005     | 2006     | 2007     | 2008      | % della media naz. |
| ---------- | -------- | ------------------ | -------- | -------- | -------- | -------- | -------- | -------- | -------- | --------- | ------------------ |
| Abruzzo    | 18.177,3 | 86,90              | 18.871,5 | 19.361,7 | 19.454,6 | 19.297,0 | 19.942,3 | 20.501,1 | 21.150,3 | 21.662,60 | 82,44              |
| Sardegna   | 15.861,0 | 75,83              | 16.871,4 | 17.226,5 | 17.975,7 | 18.581,0 | 19.009,8 | 19.654,3 | 20.444,1 | 20.627,20 | 78,50              |
| Molise     | 15.308,1 | 73,18              | 15.985,5 | 16.460,3 | 16.607,7 | 17.290,0 | 17.994,6 | 18.591,9 | 18.955,5 | 20.429,50 | 77,75              |
| Basilicata | 14.670,3 | 70,14              | 15.130,4 | 15.731,6 | 16.011,5 | 16.668,1 | 17.031,4 | 17.781,9 | 18.280,0 | 19.039,10 | 72,46              |
| Puglia     | 13.825,2 | 66,09              | 14.504,5 | 14.962,2 | 15.284,0 | 15.694,4 | 15.971,0 | 16.504,6 | 16.943,4 | 17.955,90 | 68,33              |
| Sicilia    | 13.479,6 | 64,44              | 14.185,7 | 14.662,2 | 15.053,9 | 15.440,1 | 16.023,2 | 16.531,5 | 17.003,7 | 17.533,00 | 66,72              |
| Calabria   | 13.019,9 | 62,24              | 13.742,4 | 14.226,9 | 14.773,2 | 15.457,0 | 15.754,8 | 16.244,1 | 16.625,8 | 17.285,00 | 65,78              |
| Campania   | 13.190,8 | 63,06              | 14.040,8 | 14.764,0 | 15.025,8 | 15.531,7 | 15.753,2 | 16.294,2 | 16.556,5 | 16.746,30 | 63,73              |

Negli corso degli anni, l'Abruzzo ha scavalcato molte regioni italiane ed oggi ha il PIL procapite più alto del Mezzogiorno.
Di seguito la tabella che riporta il PIL nominale e il PIL procapite secondo l'ISTAT prodotto nella regione dal 2000 al 2009:
|                                              | 2000     | 2001     | 2002     | 2003     | 2004     | 2005     | 2006     | 2007     | 2008     | 2009      |
| -------------------------------------------- | -------- | -------- | -------- | -------- | -------- | -------- | -------- | -------- | -------- | --------- |
| Prodotto Interno Lordo (Milioni di Euro)     | 22.729,7 | 23.812,1 | 24.546,7 | 24.894,1 | 24.952,6 | 26.116,7 | 27.334,0 | 28.447,5 | 28.961,0 | 27.703,41 |
| PIL ai prezzi di mercato per abitante (Euro) | 18.022,3 | 18.871,5 | 19.361,7 | 19.454,6 | 19.304,2 | 20.054,3 | 20.903,9 | 21.601,9 | 21.786,7 | 20.700,4  |

Di seguito la tabella che riporta il Pil prodotto in Abruzzo ai prezzi correnti di mercato nel 2006, espresso in milioni di euro, suddiviso tra le principali macro-attività economiche:
| Macro-attività economica                                                         | PIL prodotto | % settore su PIL regionale | % settore su PIL italiano |
| Agricoltura, silvicoltura, pesca                                                 | 664,6 €      | 2,48%                      | 1,84%                     |
| Industria in senso stretto                                                       | 5678,6 €     | 21,18%                     | 18,30%                    |
| Costruzioni                                                                      | 1553,5 €     | 5,80%                      | 5,41%                     |
| Commercio, riparazioni, alberghi e ristoranti, trasporti e comunicazioni         | 4953,1 €     | 18,48%                     | 20,54%                    |
| Intermediazione monetaria e finanziaria; attività immobiliari ed imprenditoriali | 5289,8 €     | 19,73%                     | 24,17%                    |
| Altre attività di servizi                                                        | 5478,7 €     | 20,44%                     | 18,97%                    |
| Iva, imposte indirette nette sui prodotti e imposte sulle importazioni           | 3189,0 €     | 11,90%                     | 10,76%                    |
| PIL Abruzzo ai prezzi di mercato                                                 | 26807,3 €    |                            |                           |

## Settore primario: Agricoltura, allevamento e pesca

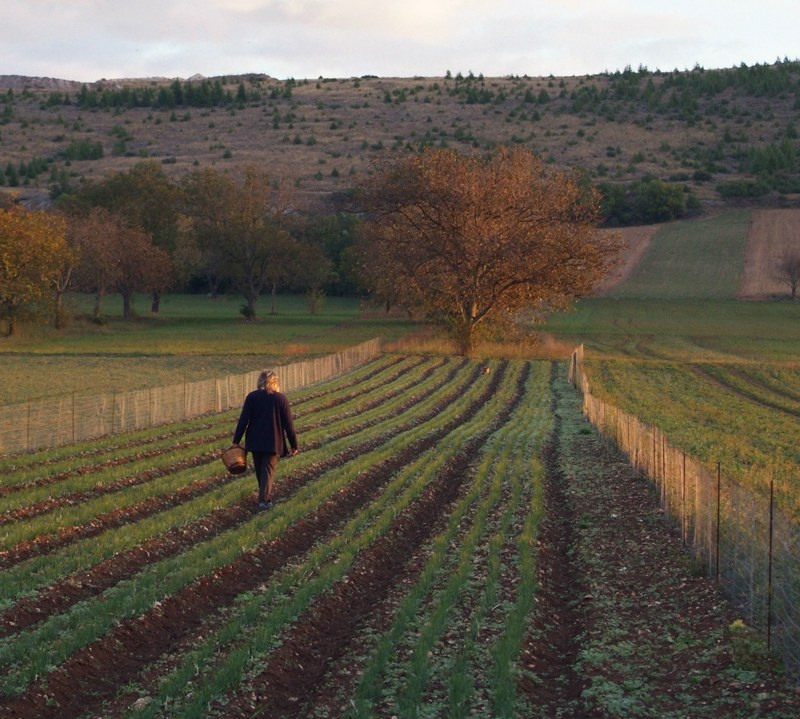
Campi di zafferano a Navelli

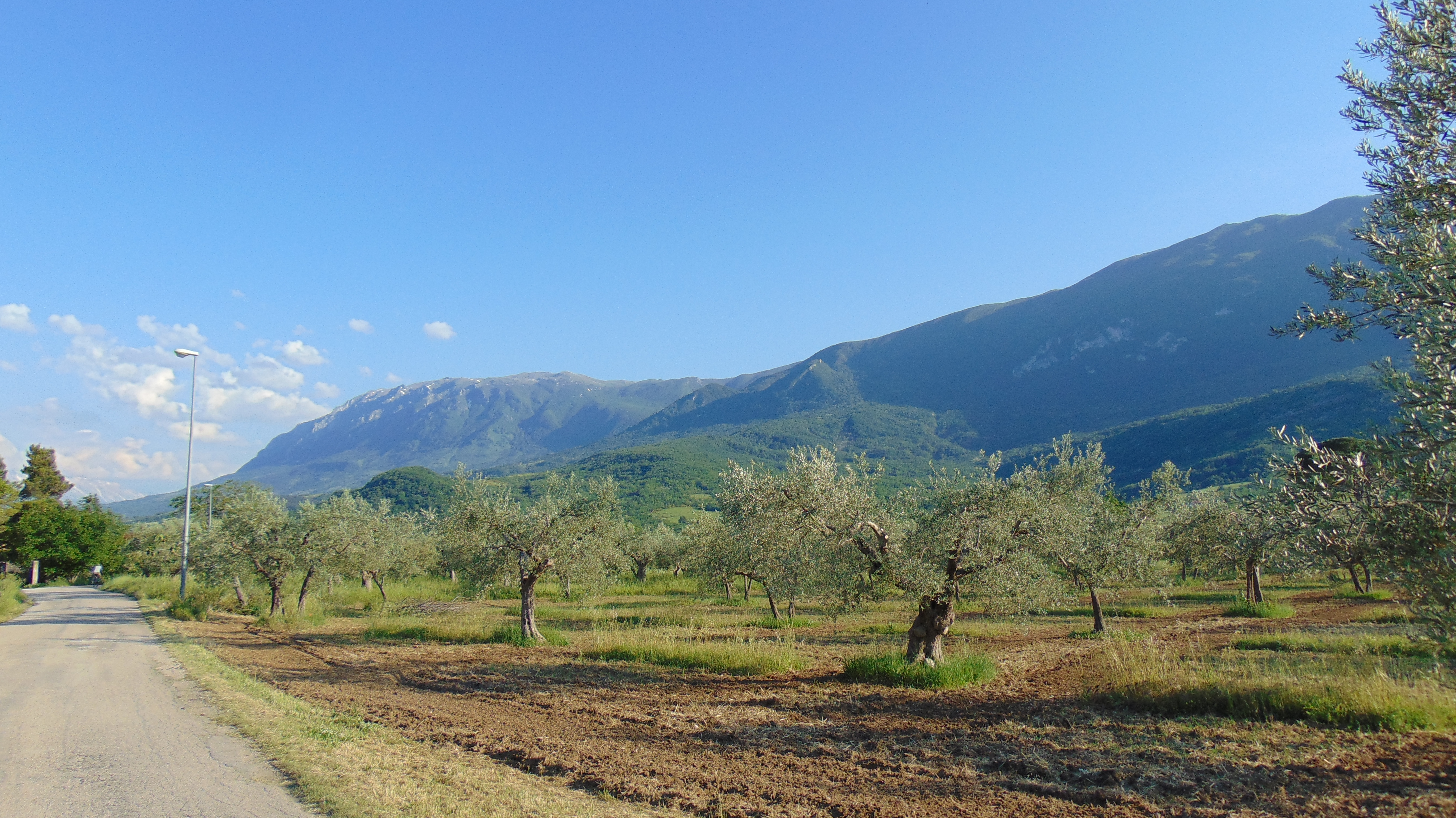
Oliveto toccolano

### Agricoltura
Un tempo primaria risorsa economica della regione, l'agricoltura con lo sviluppo economico ed industriale ha subito un notevole ridimensionamento; nonostante questo e la geologia del territorio principalmente montuoso poco adatto a certi tipi di coltura, la regione anche grazie allo sviluppo economico e industriale, oggi è comunque in grado di offrire svariati prodotti di altissima qualità; nelle zone pianeggianti e collinari della regione vengono coltivate numerose colture come fichi, carote, patate, uva che pongono la regione tra le prime in Italia per la produzione queste colture; altri prodotti importanti sono la barbabietola, il grano, orzo, farro e il tabacco; importante anche la produzione di olive e della vite; infine importantissimi sono i prodotti tipici della regione come lo zafferano e la liquirizia; altri prodotti tipici della regione sono il Centerba, e la Genziana.
Per ciò che riguarda le cifre, la regione produce circa 850.000 quintali di frutta, 5 milioni di quintali di ortaggi, 1.600.000 quintali di patate, 5.000.000 di quintali d'uva prodotta, sia da tavola che per la produzione di vino; quest'ultima è stimata in
tra i 3 e i 4 milioni di ettolitri con la produzione di vini come il Montepulciano d'Abruzzo nelle varietà rosso e cerasuolo (rosato), il Trebbiano d'Abruzzo, il Pecorino e lo Chardonnay; la produzione olearia invece si attesta in 203.700 quintali di olio (Aprutino Pescarese, Pretuziano delle Colline Teramane, Olio extra vergine di oliva delle Valli Aquilane e Colline Teatine), cifre che pongono l'Abruzzo al quarto posto tra le regioni italiane al 2023; per quanto riguarda i cereali, il grano duro con oltre 1,5 milioni di quintali costituisce il cereale principe, seguito dal grano tenero (un milione di quintali), quindi l'orzo (0,5 milioni di quintali); inoltre vengono coltivate altre colture quali la barbabietola (2.500.000 quintali), e il tabacco (45.000 quintali); la liquirizia invece viene perlopiù coltivata e lavorata ad Atri e dintorni e vede la regione al secondo posto in Italia per produzione dietro solo la Calabria.

### Allevamento
Oltre all'agricoltura, prima dello sviluppo economico e industriale l'economia regionale si reggeva anche sull'allevamento; quest'ultimo era molto praticato adoperando la tecnica della transumanza
verso l'Agro romano e il Tavoliere delle Puglie; oggi le tecniche di allevamento sono cambiate e si preferisce l'allevamento stanziale negli ovili; ancora oggi la regione ha un buon patrimonio di ovini, mentre sta diffondendosi sempre di più l'allevamento bovino.

### Pesca

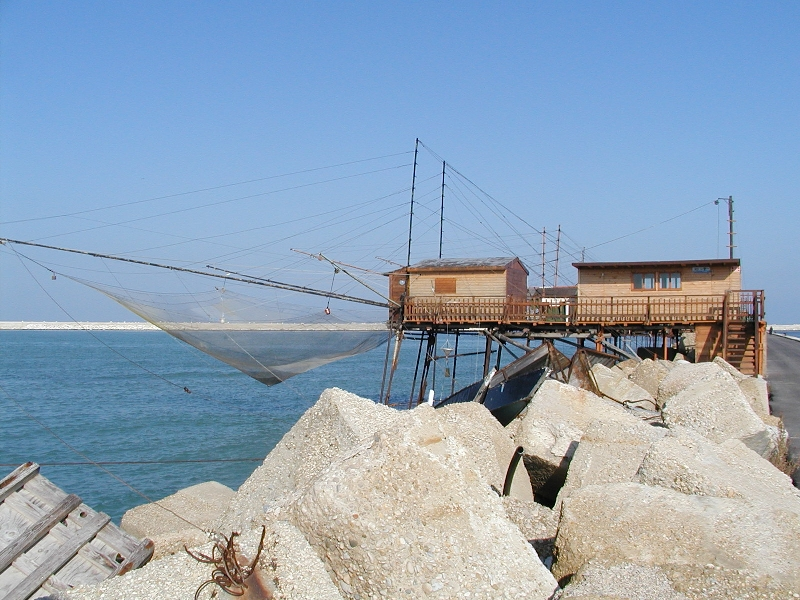
Trabocco a Pescara

Anche la pesca (anche se in misura minore) era una delle attività economiche più importanti della regione soprattutto per alcuni centri costieri; essa nel passato veniva praticata con delle antiche macchine da pesca in legno dette trabocchi da cui oggi prende appunto il nome il tratto di costa abruzzese; oggi l'Abruzzo ha una discreta produzione ittica, in misura minore se rapportata però con regioni come Marche e Puglia; c'è da rimarcare però che la regione in questo settore ha scavalcato regioni con più ampie superfici costiere come la Sardegna, la Calabria, la Toscana, la Campania e il Lazio; per quanto concerne le statistiche del settore ittico, nel 2007 in Abruzzo la produzione ittica è stata di 14.657 tonnellate di pesce, cifra che colloca la regione al quinto posto tra le regioni italiane dopo la Sicilia, la Puglia, le Marche, il Veneto e Emilia-Romagna per numero di tonnellate pescate con un 5,5 % di incidenza sul totale nazionale e un ricavo di circa 51 milioni di euro complessivi pari al 3,8 % sul totale nazionale..

## Settore secondario: Industria e artigianato

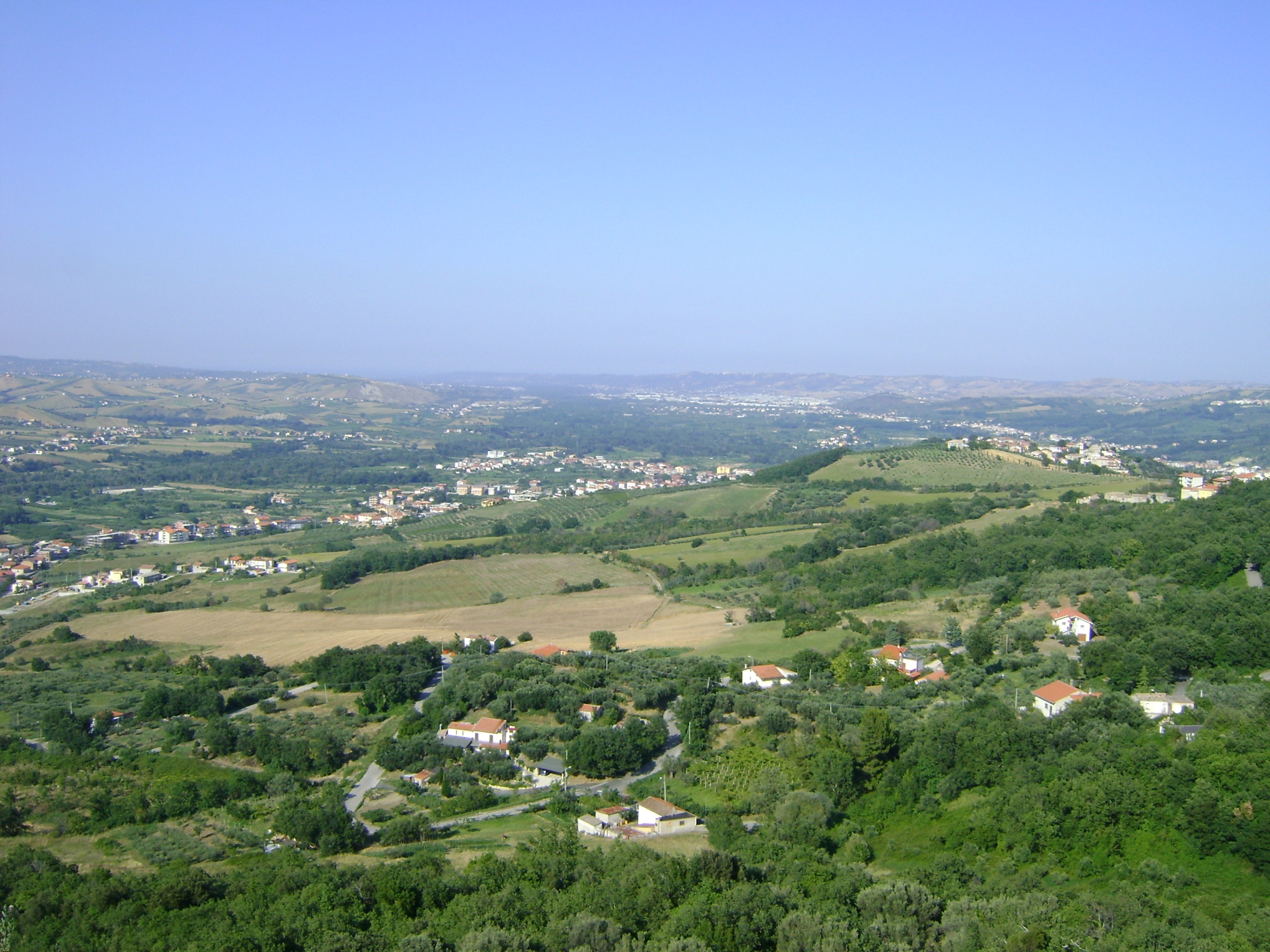
La Val di Sangro sede di molte industrie

### Industrie
Tra gli anni '60 e '70 la regione ha conosciuto una notevole industrializzazione, tanto che è diventata la regione più industrializzata del meridione d'Italia con un tasso di industrializzazione dell'83,9%, più del doppio della media meridionale; l'industria si è sviluppata nei settori dell'alimentare, del trasporto e delle telecomunicazioni. Altre industrie importanti sono quella chimica ,alimentare, del mobile, dell'artigianato e tessile. La provincia di Teramo è una delle zone più industrializzate d'Italia e della regione, con numerose piccole e medie aziende; segue poi la provincia di Chieti e quella di Pescara che sono sostenute anche dal turismo; la Val Vibrata (provincia di Teramo), al confine con la regione Marche, è sede di una miriade di piccole e medie imprese soprattutto del settore tessile e calzaturiero. La Val di Sangro (provincia di Chieti) invece è sede di importanti multinazionali e di uno stabilimento del gruppo Fiat (Sevel). La zona della Valle Peligna (provincia dell'Aquila) è anche sede di industrie (famosa quella dei confetti di Sulmona), mentre altre zone come il pescarese e il teatino sono sede di numerose industrie, anche multinazionali (ad esempio la De Cecco, Procter & Gamble, Monti & Ambrosini Editori, Brioni, Ennedue e Miss Sixty, concentrate per lo più nel distretto industriale della Val Pescara in provincia di Chieti).

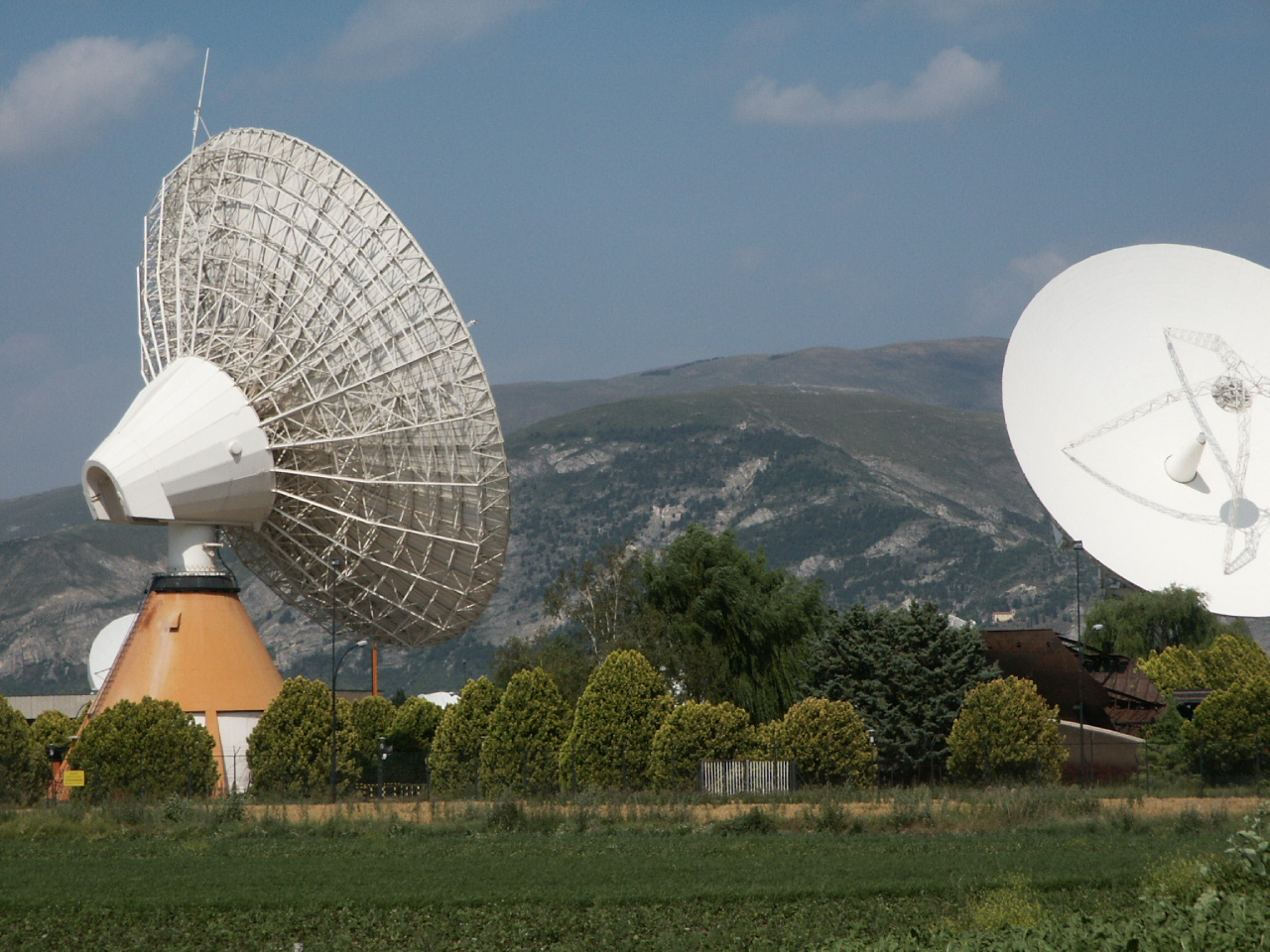
Antenne paraboliche del Centro spaziale del Fucino

Importante anche la produzione di energia idroelettrica nei bacini artificiali, che pongono la regione nona in questa graduatoria. Discrete anche le risorse regionali del sottosuolo, con giacimenti di petrolio, metano ed alluminio; la regione però ha fatto sapere che proseguirà la sua politica di sviluppo di tipo ambientalista per salvaguardare le bellezze dell'ambiente, quindi non si adopererà per lo sfruttamento dei giacimenti del petrolio stesso. Altro settore industriale floridissimo della regione è quello riguardante la ricerca nei campi della farmaceutica, della biomedicina, dell'elettronica, e della fisica nucleare soprattutto nei Laboratori Nazionali del Gran Sasso che impiega molti lavoratori; i più importanti nuclei industriali della provincia aquilana si concentrano nella Marsica ovvero nella città di Avezzano dove sono presenti industrie ad alta tecnologia (LFoundry-Smic, Micron, Telespazio), cartiera Burgo ed industrie di trasformazione di prodotti agricoli ed attorno ai poli industriali di L'Aquila e Sulmona; le zone interne montane sono le meno sviluppate della regione ma sono comunque sostenute dallo sviluppo del turismo montano e invernale.
Anche l'industria dei trasporti pubblici ha avuto un buon sviluppo, con numerose aziende di trasporto operanti nella regione come le Autolinee regionali pubbliche abruzzesi che servono l'intera regione, la Gestione Trasporti Metropolitani che serve la provincia di Pescara, l'Azienda per la Mobilità Aquilana che serve la provincia dell'Aquila, La Panoramica e Satam che servono la provincia di Chieti ed infine la Società Cooperativa Autoservizi Avezzano che serve la provincia dell'Aquila (Marsica). Dal 2015 è nata la Società Unica Abruzzese di Trasporto che gestisce il trasporto pubblico urbano, suburbano, interurbano e ferroviario dell'Abruzzo ed altre linee che giungono nelle regioni limitrofe, nata dalla fusione di Sangritana, ARPA, e GTM.
Per quanto riguarda le infrastrutture, importantissimo è l'aeroporto di Pescara che smista il traffico aereo regionale collegando la regione con molte destinazioni italiane ed europee; per il settore portuale gli scali principali sono il porto di Pescara e il porto di Ortona, mentre il settore ferroviario poggia principalmente sulla ferrovia Roma-Sulmona-Pescara e la ferrovia Adriatica; infine le principali autostrade della regione sono l'autostrada A24, l'autostrada A25 e l'autostrada A14.

### Artigianato

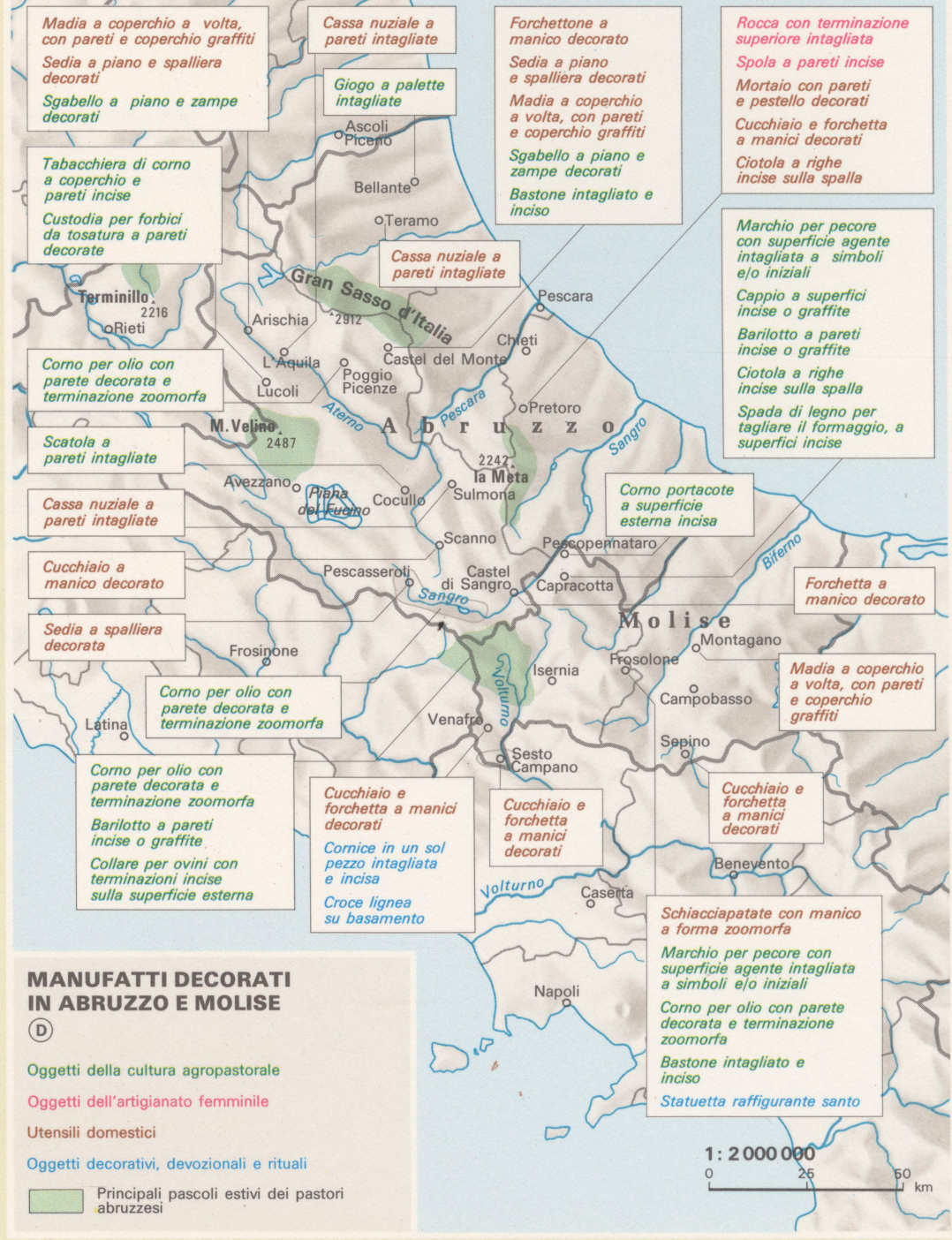
Manufatti decorati e aree di produzione di Abruzzo e Molise.

Da non trascurare l'artigianato, attività molto sviluppata nella regione che è stata conservata nel corso dei secoli e che produce prodotti come ceramica, il ferro, l'oro, i merletti, i tessuti, il rame, gli strumenti musicali, la pietra, il legno e la lana; i principali centri di produzione sono Pescocostanzo, Scanno (merletti e tessuti), Castelli (ceramica), Guardiagrele, Pescocostanzo, Scanno, Sulmona e Giulianova (oro), Guardiagrele, Pescocostanzo, Lanciano, Ortona, Vasto, Tossicia e Scanno (rame e ferro), Giulianova, Teramo e L'Aquila (strumenti musicali), Lettomanoppello, Pretoro, Pennapiedimonte e Pacentro (pietra), l'Aquila (cuoio).

## Settore terziario: Turismo e servizi

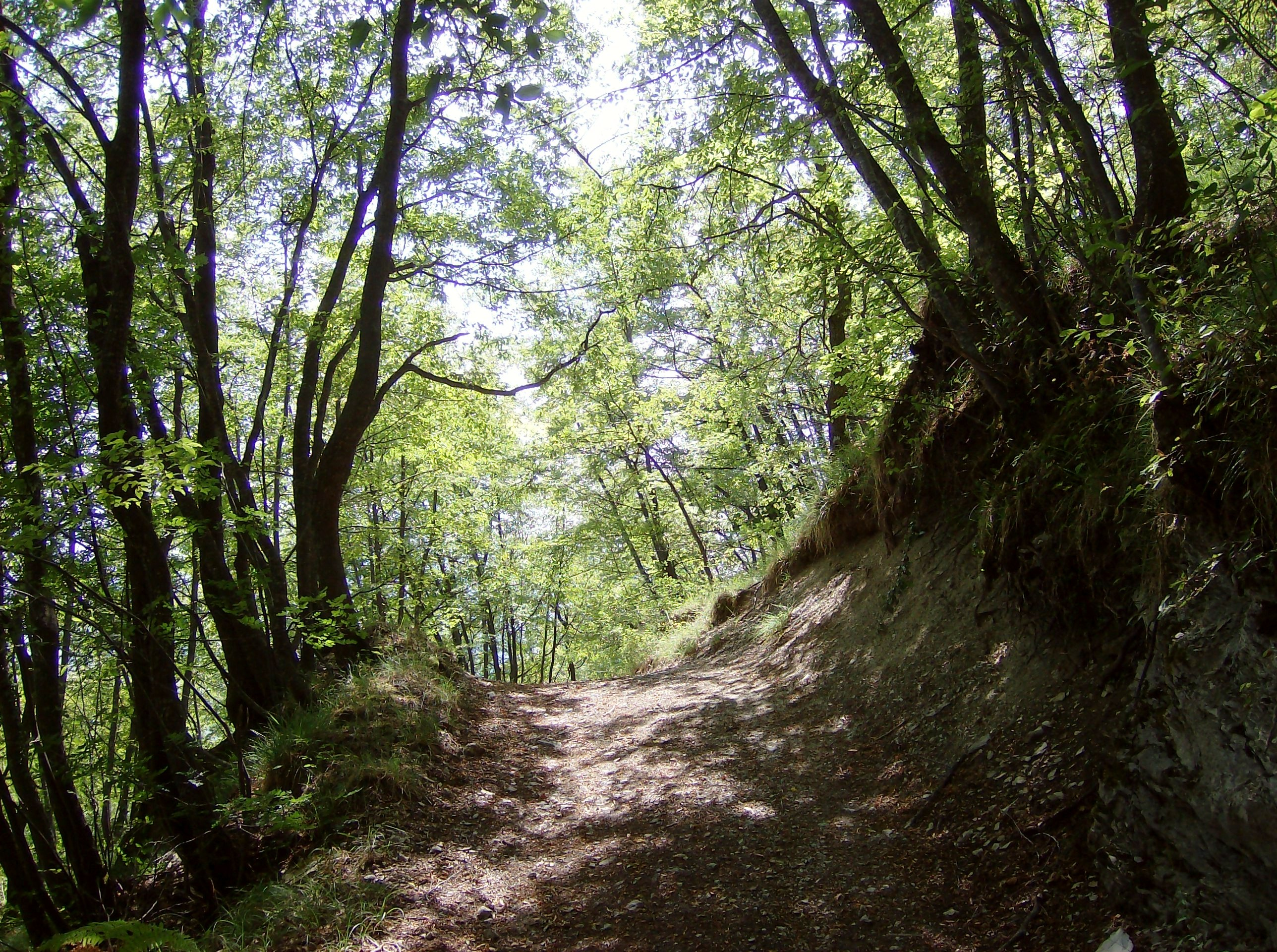
Parco Nazionale del Gran Sasso

### Turismo
Con lo sviluppo economico e industriale, anche il settore del turismo nella regione ha avuto notevole sviluppo ed oggi è uno dei principali comparti dell'economia abruzzese. Il turismo in Abruzzo ha fatto registrare una notevole crescita con migliaia di visitatori in arrivo da tutta Italia e anche dall'Europa stessa; nel 2023 gli arrivi sono stati di 1.745.373. La regione nel corso degli anni è diventata la quinta tra le regioni italiane in ordine di destinazione dopo la Calabria, le Marche, la Sardegna e il Trentino-Alto Adige. Il turismo in Abruzzo si può classificare in tre tipi diversi di turismo; il turismo montano e ambientale, il turismo costiero e balneare ed infine il turismo storico-religioso e culturale.

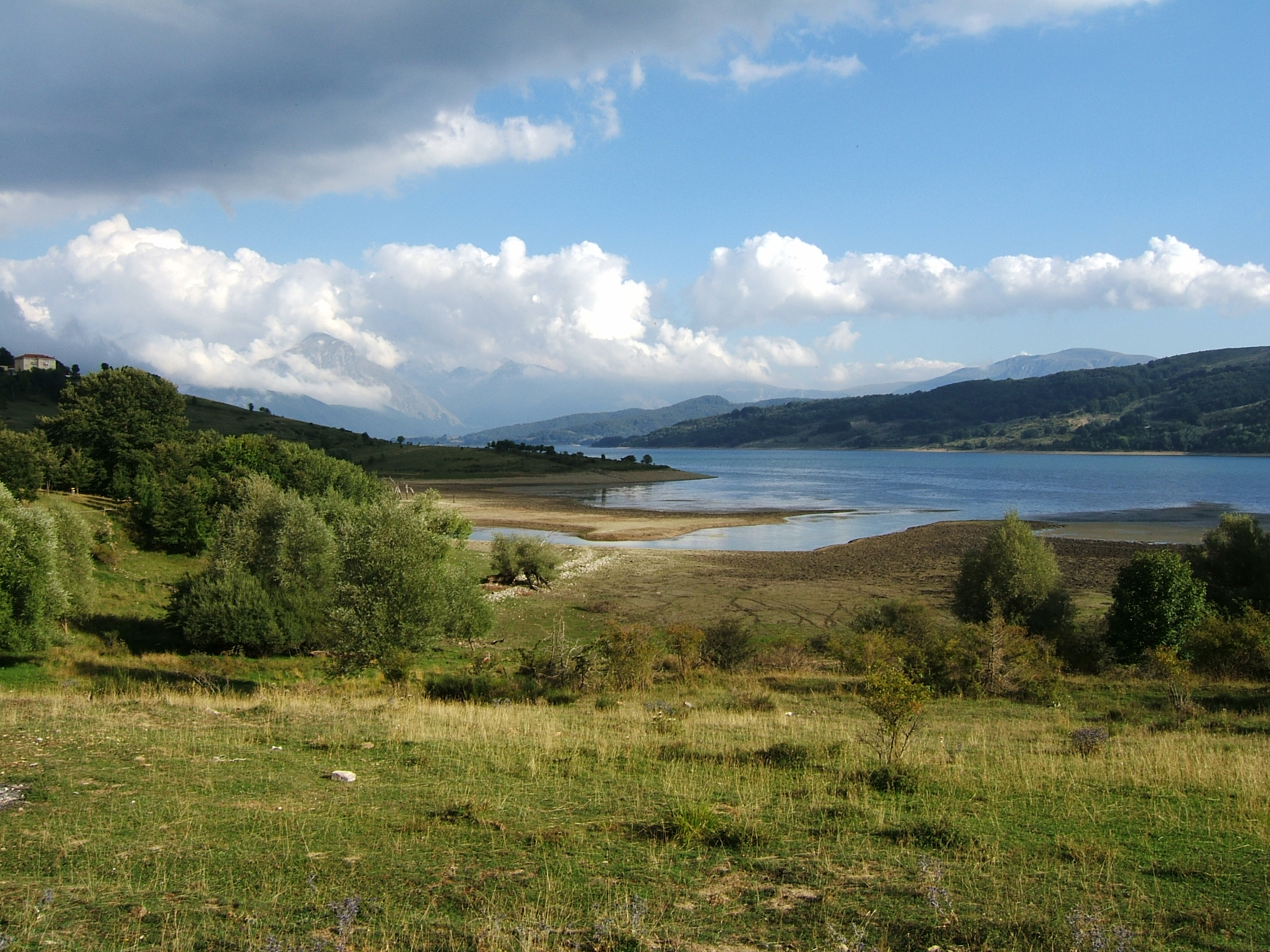
Lago di Campotosto

Molto frequentati dai visitatori di tutta Italia e Europa i parchi naturali della regione come il Parco nazionale d'Abruzzo, Lazio e Molise, il Parco nazionale del Gran Sasso e Monti della Laga, il Parco nazionale della Maiella e il Parco naturale regionale Sirente-Velino che ogni anno attraggono migliaia di visitatori grazie alla loro natura incontaminata e alle rare specie di fauna e flora selvatica come il Camoscio d'Abruzzo; inoltre la regione può vantare moltissime riserve e aree naturali protette.
Nelle zone interne montane sono presenti gli impianti sciistici di Campo Imperatore, Campo Felice, Ovindoli, Roccaraso, Passolanciano-Maielletta, Prati di Tivo, Rivisondoli, Pescocostanzo, Pescasseroli, Scanno/Passo Godi, Campo di Giove, Passo San Leonardo, Centomonti, Camporotondo, Ceppo, Voltigno, Monte Piselli, Pizzoferrato/Gamberale, Caramanico/Sant'Eufemia a Maiella, Rocca di Mezzo, e Pianoro Campitelli. 

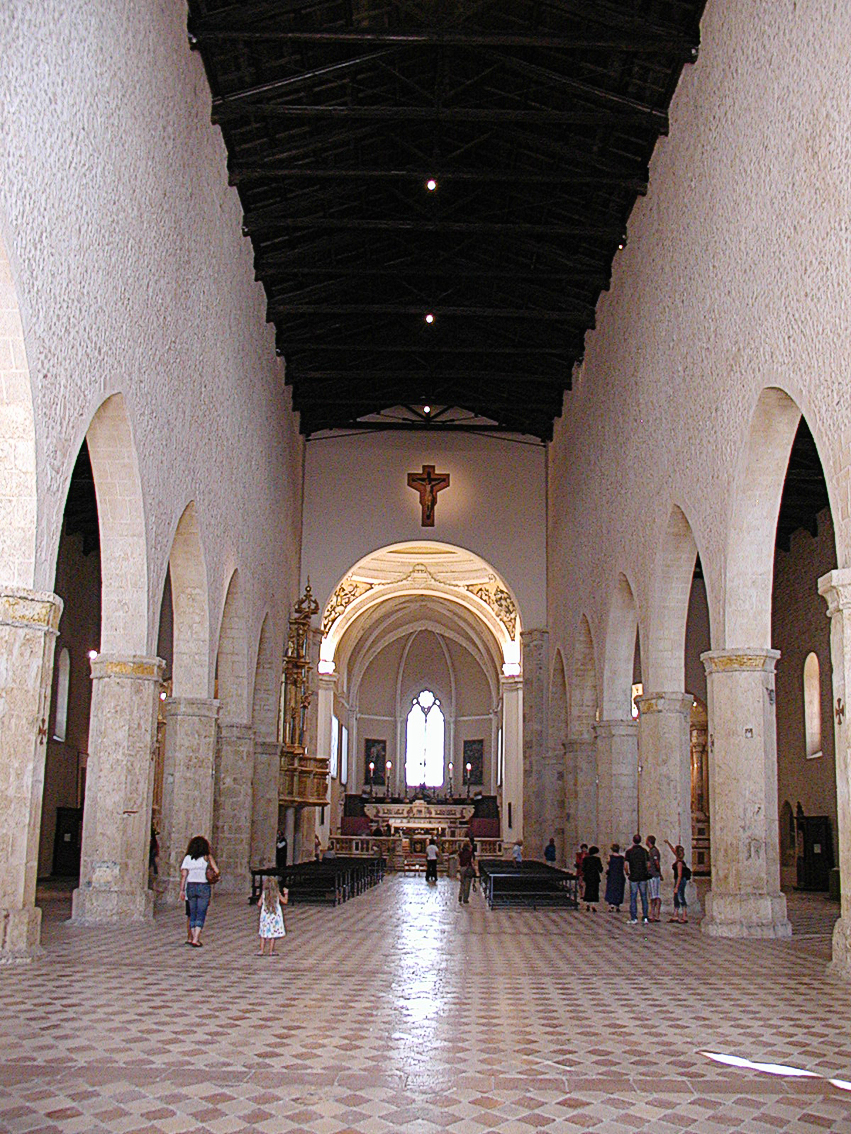
Santa Maria di Collemaggio

Notevole importanza riveste anche il turismo estivo costiero e balneare, che vede la presenza di numerosi stabilimenti turistici balneari attrezzati in vari centri della costa come Pescara, Montesilvano, Pineto, Roseto degli Abruzzi, Giulianova, Alba Adriatica, Tortoreto, Ortona, Vasto, Martinsicuro, Silvi Marina, San Vito Chietino, San Salvo, Rocca San Giovanni, Fossacesia, Torino di Sangro e la Costa dei trabocchi.
Infine è importante anche il turismo a scopo storico e culturale, concentrato soprattutto nelle città di Chieti, Teramo, Vasto, Giulianova, Sulmona, e soprattutto L'Aquila che possono vantare moltissimi monumenti, musei, castelli e chiese di importanza nazionale; anche Pescara pur essendo una città moderna, vanta monumenti, chiese e musei di importanza storica come ad esempio il Museo casa natale Gabriele D'Annunzio; nelle zone interne montane sono presenti antichi borghi, castelli, eremi, santuari, abbazie, e chiese antiche.

### Servizi
Per quanto riguarda il settore dei servizi è in crescita quello bancario; nella regione sono presenti dislocati nelle varie province diversi istituti di credito e banche come la Banca Tercas, la Banca Caripe la Cassa di Risparmio della provincia di Chieti e la Cassa di Risparmio della provincia dell'Aquila oltre a varie banche di Credito Cooperativo; altro settore in crescita è quello della grande distribuzione che ha visto nel corso degli anni incrementare il numero dei centri commerciali in tutte e quattro le province.